# Kommunistische Partei Nepals (Vereinigte Marxisten-Leninisten)
Die Kommunistische Partei Nepals (Vereinigte Marxisten-Leninisten) (CPN-UML), Nepala Kamyunishta Parti (Ekikrit Marksbadi ra Leninbadi) war eine kommunistische Partei in Nepal bis zur Vereinigung mit der Schwesterpartei  Kommunistischen Partei Nepals-Maostisches Zentrum im Jahr 2018 zur Nepalesischen Kommunistischen Partei (NPC).

## Profil
Die CPN-UML bekannte sich zum Mehrparteiensystem und wollte auf parlamentarischem Wege den Sozialismus erreichen.

## Geschichte
Die Partei entstand 1991 aus dem Zusammenschluss der Kommunistischen Partei Nepals (Marxisten) und der Kommunistischen Partei Nepals (Marxisten-Leninisten). Sie führte von 1994 bis 1997 eine Minderheitsregierung unter ihrem damaligen Parteivorsitzenden Man Mohan Adhikari und war von 1997 bis 1999 Teil einer Regierungskoalition. Den Volkskrieg der Kommunistischen Partei Nepals-Maostisches Zentrum (CPN-MC) lehnte die CPN-UML ab, trat aber, speziell seit 1999 für eine Verhandlungslösung des Konflikts ein. Seit der Machtübernahme von König Gyanendra 2001 und verstärkt seit der Ausschaltung des Parlaments 2005 setzte die Partei auf außerparlamentarische Mobilisierungen und war Teil der Siebenerallianz oppositioneller Parteien, welcher u. a. auch die andere große Partei des Landes, die Nepalesische Kongresspartei angehört. Seit April 2007 gehörte die Partei mit sechs von 23 Ministern der Übergangsregierung an.
Oli wurde im Juli 2014 zum Vorsitzenden der Partei gewählt. Er gewann gegen seinen innerparteilichen Vorgänger Jhala Nath Khanal mit 98 zu 75 Stimmen.
Aus den Wahlen zur zweiten verfassungsgebenden Versammlung am 19. November 2013 gingen der Nepali Congress und die CPN-UML als deutliche Sieger hervor. Ebenso gelang ihr das in den ersten Wahlen zum Repräsentantenhaus Ende 2017 nach der Verabschiedung der neuen Verfassung im Jahr 2015. Seit dem 15. Februar 2018 ist der Parteivorsitzende Khadga Prasad Oli wieder Premierminister von Nepal.
Am 17. Mai 2018 vereinigte sich die CPN-UML mit der maoistischen Schwesterpartei CPN-MC zur Nepalesischen Kommunistischen Partei (NPC). Dieser Vereinigung waren langwierige Verhandlungen, insbesondere zur Frage der Anzahl der Mitglieder aus den beiden Parteien in den neuen Parteigremien vorausgegangen. Die neue Partei besaß damit im 2017 gewählten Repräsentantenhaus 174 von 275 Abgeordneten und damit fast eine verfassungsverändernde Mehrheit.

## Wahlergebnisse auf nationaler Ebene
Wahl zum Repräsentantenhaus des Königreichs Nepal (Pratinidhi Sabha)
- 1991 – 69 Sitze (von 205)
- 1994 – 88 Sitze (von 205)
- 1999 – 71 Sitze (von 205)

Wahl zur Verfassunggebenden Versammlung Nepals
- 2008 – 108 Sitze (von 601)
- 2013 – 175 Sitze (von 601)

Wahl zum Repräsentantenhaus der Demokratischen Bundesrepublik Nepal (Pratinidi Sabha)
- 2017 – 121 Sitze (von 275)

## Parteivorstand

### Vorsitzende der Kommunistischen Partei Nepals (Vereinigte Marxisten-Leninisten)
- Man Mohan Adhikari, 1991–1999
- Jhala Nath Khanal, 2009–2014
- Khadga Prasad Oli, 2014–2018

### Generalsekretäre der Kommunistischen Partei Nepals (Vereinigte Marxisten-Leninisten)
- Madan Bhandari, 1993
- Madhav Kumar Nepal, 1993–2008
- Jhala Nath Khanal, 2008–2009
- Ishwor Pokhrel, 2009–2018